# Chrząszcze stygobiontyczne
Chrząszcze stygobiontyczne – grupa ekologiczna chrząszczy wodnych, zasiedlająca stygal, czyli wody podziemne.
Chrząszcze uznawane za stygobionty to wolno żyjące owady, występujące wyłącznie lub prawie wyłącznie w jednym lub więcej rodzajach wód podziemnych, charakteryzujące się przystosowaniami typowymi dla stawonogów podziemnych. Spotykane są w jaskiniach, studniach i głębokich wodach podziemnych. Należące tu gatunki charakteryzuje wysoki stopień endemizmu. Dawniej grupa uważana za nieliczną, jednak do 2013 w samej Australii odkryto ponad 100 gatunków stegobiontycznych pływakowatych, co wskazywać może na większą różnorodność tych chrząszczy. Większość dotąd opisanych gatunków należy do Hydradephaga, zwłaszcza do podrodziny Hydroporinae z rodziny pływakowatych.

## Gatunki
Zalicza się tu:

### Pływakowate(Dytiscidae)
- Bidessodes gutteridgei Watts et Humphreys[3]
- Bidessodes glimestoneensis Watts et Humphreys[3]
- Carabhydrus stephanieae Watts, Hancock et Lays, 2007[4]
- Comaldessus stygius Spangler et Barr, 1995[1]
- Copelatus abditus Balke et al[3]
- Ereboporus naturaconservata Miller, Gibson, and Alarie, 2009[5]
- Etruscodytes nethuns Mazza, Cianferoni et Rocchi, 2013[6]
- Exocelina rasjadi Watts et Humphreys, 2009[7]
- Glareadessus stocki Wewalka et Biström, 1998[2]
- Haideoporus texanus Young et Longley, 1976[1]
- Kuschelhydrus phreaticus Ordish, 1976[1]
- Limbodessus atypicalis Watts et Humphreys, 2006[3]
- Limbodessus barwidgeeensis Watts et Humphreys, 2006[3]
- Limbodessus bialveus (Watts et Humphreys, 2003)[3]
- Limbodessus bigbellensis (Watts et Humphreys)[3]
- Limbodessus challaensis (Watts et Humphreys)[3]
- Limbodessus cueensis (Watts et Humphreys)[3]
- Limbodessus cunyuensis (Watts et Humphreys, 2003)[3]
- Limbodessus exilis Watts et Humphreys, 2006[3]
- Limbodessus fridaywellensis (Watts et Humphreys)[3]
- Limbodessus gumwellensis Watts et Humphreys, 2006[3]
- Limbodessus hahni (Watts et Humphreys)[3]
- Limbodessus harleyi Watts et Humphreys, 2006[3]
- Limbodessus hillviewensis (Watts et Humphreys, 2004)[3]
- Limbodessus hinkleri (Watts et Humphreys)[3]
- Limbodessus insolitus Watts et Humphreys, 2009[7]
- Limbodessus jundeeensis (Watts et Humphreys, 2003)[3]
- Limbodessus karalundiensis (Watts et Humphreys, 2003)[3]
- Limbodessus lapostaae (Watts et Humphreys, 1999)[8][3]
- Limbodessus leysi Watts et Humphreys, 2006[3]
- Limbodessus lornaensi Watts et Humphreys, 2009[7]
- Limbodessus macrohinkleri Watts et Humphreys, 2006[3]
- Limbodessus macrolornaensis Watts et Humphreys, 2009[7]
- Limbodessus macrotarsus (Watts et Humphreys, 2003)[3]
- Limbodessus magnificus (Watts et Humphreys)[3]
- Limbodessus masonensis (Watts et Humphreys)[3]
- Limbodessus melitaensis Watts et Humphreys, 2006[3]
- Limbodessus microbubba Watts et Humphreys, 2009[7]
- Limbodessus micromelitaensis Watts et Humphreys, 2009[7]
- Limbodessus micrommatoion Watts et Humphreys, 2006[3]
- Limbodessus microocular (Watts et Humphreys, 2004)[3]
- Limbodessus millbilliensis Watts et Humphreys, 2006[3]
- Limbodessus mirrandaae Watts et Humphreys, 2006[3]
- Limbodessus murrumensis Watts et Humphreys, 2009[7]
- Limbodessus nambiensis Watts et Humphreys, 2006[3]
- Limbodessus narryerensis Watts et Humphreys, 2006[3]
- Limbodessus nyungduo Watts et Humphreys, 2009[7]
- Limbodessus occidentalis (Watts et Humphreys, 2004)[3]
- Limbodessus ordinarius Watts et Humphreys, 2009[7]
- Limbodessus padburyensis (Watts et Humphreys, 2004)[3]
- Limbodessus phoebeae Watts et Humphreys, 2006[3]
- Limbodessus pinnaclesensis (Watts et Humphreys)[3]
- Limbodessus pulpa Watts et Humphreys, 1999[8][3]
- Limbodessus morgani (Watts et Humphreys)[3]
- Limbodessus raeae Watts et Humphreys, 2006[3]
- Limbodessus raesidensis (Watts et Humphreys)[3]
- Limbodessus silus (Watts et Humphreys, 2003)[3]
- Limbodessus surreptitius Watts et Humphreys, 2006[3]
- Limbodessus sweetwatersensis (Watts et Humphreys, 2003)[3]
- Limbodessus trispinosus Watts et Humphreys, 2009[7]
- Limbodessus usitatus Watts et Humphreys, 2006[3]
- Limbodessus wilunaensis (Watts et Humphreys, 2003)[3]
- Limbodessus windarraensis (Watts et Humphreys, 1999)[8][3]
- Limbodessus wogarthaensis (Watts et Humphreys, 2004)[3]
- Limbodessus yandalensis Watts et Humphreys, 2006[3]
- Limbodessus yarrabubbaensis Watts et Humphreys, 2009[7]
- Limbodessus yuinmeryensis (Watts et Humphreys, 2004)[3]
- Morimotoa phreatica phreatica Uéno, 1957[1]
- Morimotoa phreatica miurai Uéno, 1957[1]
- Neobidessus limestoneensis (Watts & Humphreys, 2003)[2]
- Nirripiti arachnoides Watts et Humphreys[3]
- Nirripiti bulbus Watts et Humphreys[3]
- Nirripiti byroensis Watts et Humphreys[3]
- Nirripiti copidotibiae Watts et Humphreys[3]
- Nirripiti darlotensis Watts et Humphreys[3]
- Nirripiti eurypleuron Watts et Humphreys[3]
- Nirripiti fortisspina Watts et Humphreys[3]
- Nirripiti hamoni Watts et Humphreys[3]
- Nirripiti hinzeae Watts et Humphreys[3]
- Nirripiti innoundyensis Watts et Humphreys[3]
- Nirripiti killaraensis Watts et Humphreys[3]
- Nirripiti macrocephalus Watts et Humphreys[3]
- Nirripiti macrosturtensis Watts et Humphreys, 2006[3]
- Nirripiti megamacrocephalus Watts et Humphreys, 2006[3]
- Nirripiti mesosturtensis Watts et Humphreys, 2006[3]
- Nirripiti milguensis Watts et Humphreys[3]
- Nirripiti melroseensis Watts et Humphreys[3]
- Nirripiti microsturtensis Watts et Humphreys, 2006[3]
- Nirripiti napperbyensis Watts et Humphreys[3]
- Nirripiti newhavensis Watts et Humphreys[3]
- Nirripiti pentameres Watts et Humphreys[3]
- Nirripiti plutonicensis Watts et Humphreys[3]
- Nirripiti skaphites Watts et Humphreys[3]
- Nirripiti stegastos Watts et Humphreys[3]
- Nirripiti tetrameres Watts et Humphreys, 2006[3]
- Nirripiti verrucosus Watts et Humphreys[3]
- Nirripiti wedgeensis Watts et Humphreys[3]
- Paroster elongatus Watts et Humphreys, 2009[7]
- Paroster extraordinarius Leys, Roudnew et Watts, 2010[9]
- Paroster kurutjutu (Watts et Humphreys, 1999)[7]
- Paroster novem Watts et Humphreys, 2009[7]
- Paroster peelensis Watts, Hancock, Leys, 2008[10]
- Paroster readi Watts et Humphreys, 2009[7]
- Paroster tetrameres Watts and Humphreys[1]
- Phreatodessus hades Ordish, 1976[1]
- Phreatodessus pluto Ordish, 1991[1]
- Psychopomporus felipi Jean, Telles, and Miller, 2012[11]
- Sanfilippodytes sbordonii Franciscolo,  1976[1]
- Siamoporus deharuengi Spangler, 1996[1]
- Siettitia avenionensis Guignot, 1925[1]
- Siettitia balsetensis Abeille de Perrin, 1904[1]
- Sinodytes hubbardi Spangler, 1996[1]
- Stygoporus oregonensis Larson et LaBonte, 1994[1]
- Tjirtudessus eberhardi Watts et Humphreys, 1999[8]
- Trogloguignotus concii Sanfilippo, 1958[1]
- Uvarus chappuisi (Peschet, 1932)[1]

### Noteridae
- Phreatodytes relictus Uéno, 1957[1]
- Speonoterus bedosae Spangler, 1996[1]

### Dzierożnicowate(Dryopidae)
- Stygoparnus comalensis Barr et Spangler, 1992[1]

### Kałużnicowate(Hydrophilidae)
- Troglochares ashmole Spangler, 198l[1]

### Osuszkowate(Elmidae)
- Anommatelmis botosaneanui Spangler, 1981[1]
- Lemalelmis fontana Spangler, 1981[1]
- Lemalelmis minyops Spangler, 1981[1]
- Limnius stygius Hernando, Aguilera et Ribera, 2001[12]
- Neoelmis sketi Spangler, 1996[1]
- Sinelmis uenoi M. Satô et Kishimoto, 2001[13]
- Troglelmis leleupi Jeannel, 1950[1]
- Typhloelmis caroline Barr, 2015[14]
- Typhloelmis finegan Barr, 2015[14]
- Typhloelmis sanfelipe Barr, 2015[14]